# Jayalalithaa
Jayaram Jayalalithaa (Jayalalithaa Jayaram, 24 de febrero de 1948 - 5 de diciembre de 2016) fue una política india que ejerció como jefa de gobierno primera ministra del estado indio de Tamil Nadu durante más de catorce años, repartidos entre seis legislaturas, entre 1991 y 2016. Desde 1989 fue secretaria general de la India Anna Dravida Munnetra Kazhagam (AIADMK), un partido dravídico que la reverenciaba como su Amma (madre), Puratchi Thalaivi (líder revolucionaria) y Thanga Tharagai (doncella de oro). Jayalalithaa había empezado su carrera como actriz y como amante del también actor, antes que líder político y jefe de gobierno de Tamil Nadu, M.G. Ramachandran, más conocido como MGR.